# SC Ell
Der Sporting Club Ell ist ein luxemburgischer Fußballverein aus Ell.

## Geschichte
Der Verein wurde 1920 als Sporting Club Ell gegründet. 1939 wurde er vor der deutschen Besetzung Luxemburgs aufgelöst. Von 1946 bis 1950 wurde er als FC 46 Ell geführt und dann erneut aufgelöst. Im Jahre 1971 wurde er unter altem Namen neu gegründet.

## Frauenfußball
Die Frauenfußballmannschaft des SC Ell wurde 2005 gegründet und stieg zur Saison 2010/11 in die Dames Ligue 1 auf. 2014 wurde das Team erstmals luxemburgischer Meister. An der folgenden UEFA-Women’s-Champions-League-Qualifikation nahm die Mannschaft nicht teil. Die Coupe des Dames gewann man 2012 mit einem 5:2 (1:1) n. E. gegen Progres Niederkorn,
2014 und 2018 stand man jeweils im Finale.

### Erfolge
- Luxemburgischer Meister: 2014
- Luxemburgischer Pokalsieger: 2012

## Herrenfußball
Seit der Neugründung 1971 pendelt die Herrenmannschaft zwischen der dritten (1. Division) und fünften luxemburgischen Liga (3. Division). In der Coupe de Luxembourg erreichte man 2004/05 als Viertligist das Viertelfinale und schied gegen den späteren Finalisten FC Cebra mit 4:5 aus. Auch in der Coupe FLF kam man 2012 bis in das Viertelfinale, in dem man Etoile Sportive Küntzig mit 1:4 n. V. unterlag.

## Stadion
Der Verein trägt seine Heimspiele auf dem 1.100 Zuschauer fassenden Terrain Um Essig aus.